# Oberea kunbirensis
Oberea kunbirensis là một loài bọ cánh cứng trong họ Cerambycidae.